# بابائرا
بابائرا (به لاتین: Babaera) یک منطقهٔ مسکونی در آنگولا است که در استان بنگوئلا واقع شده‌است.